# Alpinestars
Alpinestars è un'azienda italiana produttrice di attrezzi tecnici di sicurezza per moto e auto da corsa (Motomondiale, Motocross, Formula 1, WEC e NASCAR), così come per gli sport estremi. Viene fondata nel 1963 da Sante Mazzarolo ad Asolo (TV). L'azienda prende il nome dalla traduzione in inglese delle parole italiane "stelle alpine".

## Storia
Fondata nel 1963 da Sante Mazzarolo a Asolo (TV), in Veneto, la società ha iniziato a fare scarpe per escursioni a piedi e scarponi da sci, ma ben presto si mise a produrre stivali in primo luogo per le gare di motocross. Nel 1990, la società è ramificata in tutti i tipi di produzione di indumenti protettivi e tecniche che vanno dai guanti e giacche a tute in pelle per il motociclismo. Fino al 1996 vendette mountain bike marcate Alpinestars. Oggi ha uffici a Los Angeles e Tokyo, mentre la sede principale, i laboratori di ricerca principali e i laboratori di sviluppo rimangono nel Nord Italia.
L'azienda è oggi guidata dal figlio di Sante, Gabriele Mazzarolo. Alpinestars è ormai un marchio globale, sviluppa prodotti tecnici per le gare della MotoGP come tute in pelle, stivali, guanti e protezioni indossati da Campioni del Mondo come Marc Marquez, Jorge Lorenzo e Casey Stoner, Ben Spies, Francesco Bagnaia e Nicky Hayden; nell'ambito delle corse automobilistiche sviluppa ritardanti di fiamma e di calore Nomex.
Ha anche sviluppato una linea di abbigliamento sportivo.